# 提學
提學，是中國、朝鮮古代官職，大致上負責教育行政，與掌管各級學校，與學生授業科舉之事，又稱學政使。

## 沿革
宋崇寧二年（公元1103年），在各路設提舉學事司，管理所屬州縣學校，簡稱提學。
清原称提督學政，簡稱提學，俗稱學台、學道。是掌一行省學校士習文風之政令，及貢舉之事的官職。
光緒末年，改稱提學使。《清史稿》：提學使司有提學使一人，正三品。掌教育行政，稽覈學校規程，徵考藝文師範。署設六科：曰總務，曰專門，曰普通，曰實業，曰圖書，曰會計。科長、科員分治之。遴諳學務者充之。別設學務公所，有議長、議紳以討論其事。奏充。光緒三十一年改置。增吉林、黑龍江、江寧、江蘇、舊置江南學政。新疆各一人，餘仍學政額。
辛亥革命后废。